# Bath
För andra betydelser, se Bath (olika betydelser).

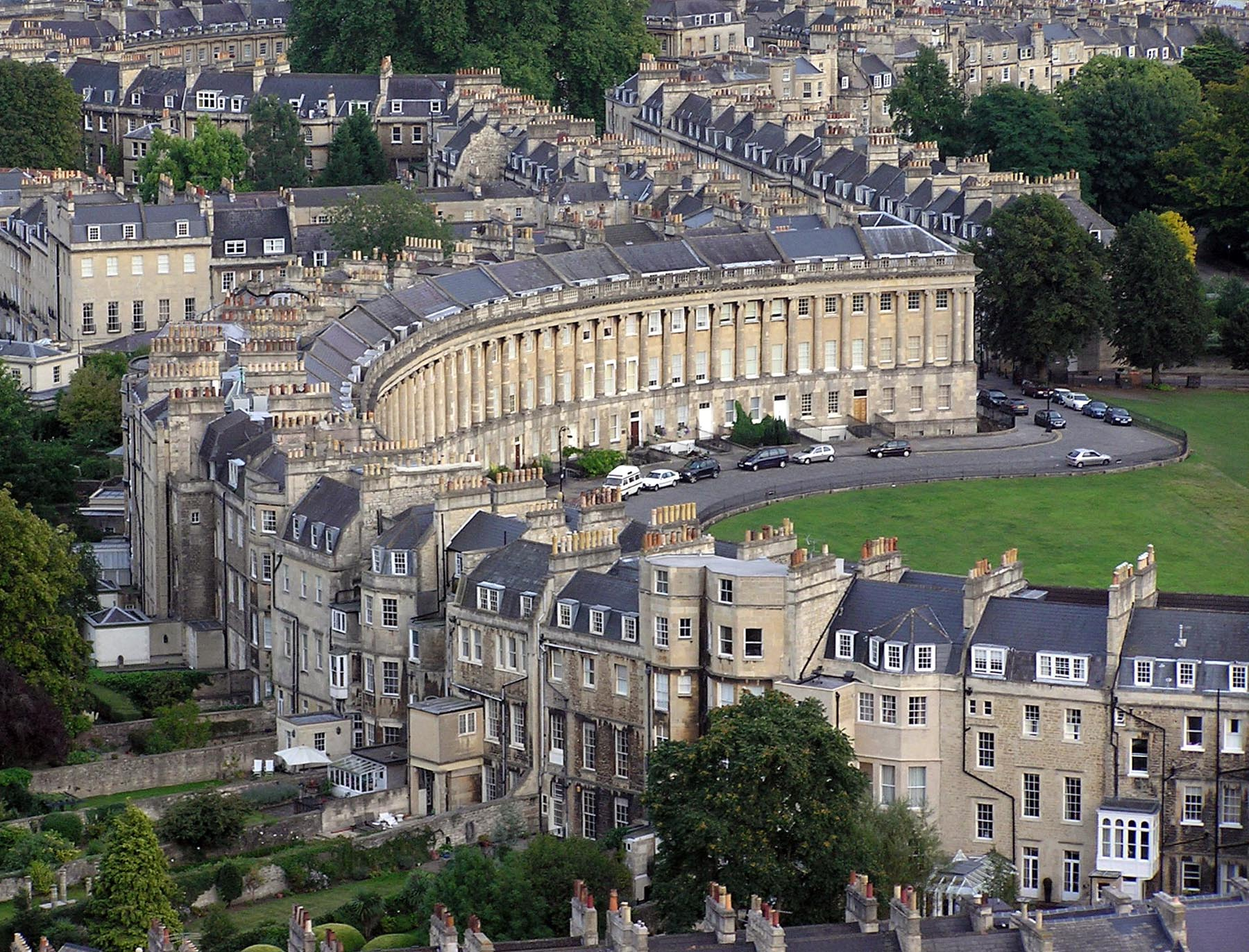
Royal Crescent i Bath.

Bath är en stad i grevskapet Somerset i sydvästra England, Storbritannien. Staden ligger i kommunen Bath and North East Somerset vid floden Avon, 156 kilometer väster om London och 18 kilometer sydost om Bristol. Tätorten (built-up area) hade 94 782 invånare vid folkräkningen år 2011.
Bath fick som engelsk ort stadsrättigheter under drottning Elisabet I år 1590 och tilldelades 1889 administrativ självständighet från grevskapet Somerset. Staden blev en del av grevskapet Avon när det skapades 1974. Sedan Avon upphörde att existera 1996 har staden blivit den viktigaste i distriktet Bath and North East Somerset.
Staden grundades i floden Avons dalar runt naturliga heta källor där romarna byggde bad och ett tempel, vilket gav staden dess dåvarande namn, Aquae Sulis. Edgar kröntes till kung av England i Baths klosterkyrka år 973. Genom sina badanläggningar blev staden ett populärt resmål under den georgianska eran. Den snabba tillväxten under denna period ledde till ett rikt arv av georgiansk arkitektur, vars byggnader till stor del uppförts i Bathsten.
Bath upptogs 1987 på Unescos världsarvslista. Staden har många teatrar, museer och andra kulturella platser som har hjälpt den att bli en viktig turistort med över en miljon övernattande gäster och 3,8 miljoner gäster som stannar över dagen varje år.  Staden har två universitet och ett flertal skolor och college. Det finns en stor servicesektor som ger jobb åt stadens och områdets befolkning.

## Historia

### Keltisk och romersk

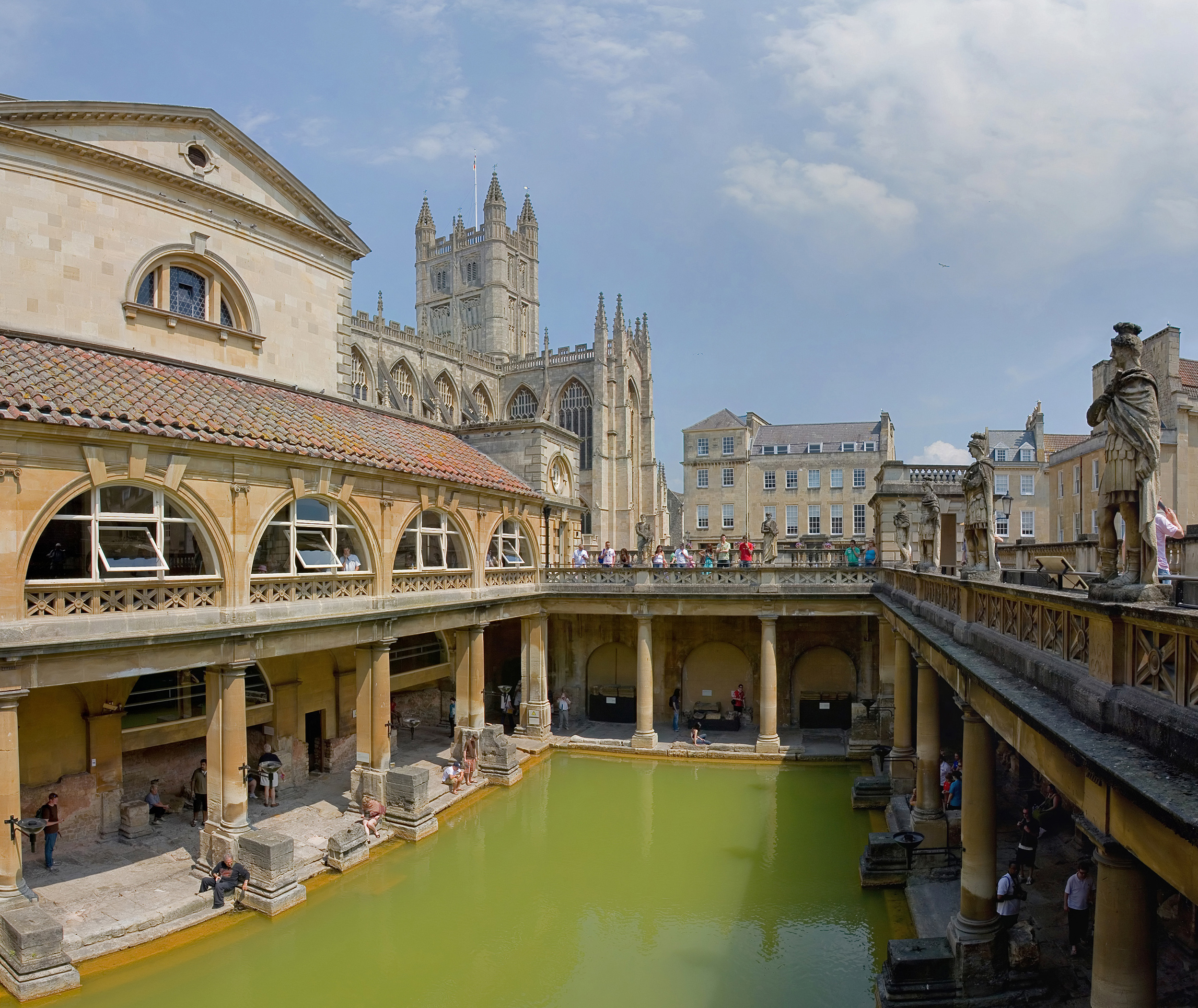
Ett romerskt bad i Bath.

Arkeologiska fynd tyder på att platsen vid den huvudsakliga vattenkällan till de romerska baden behandlades som en helgedom av kelterna och att den var tillägnad gudinnan Sulis. Romarna identifierade henne som Minerva, men namnet Sulis fortsatte att användas även efter den romerska invasionen. Detta ledde till stadens romerska namn, Aquae Sulis, som betyder ”Sulis vatten”. Meddelanden till henne som ristats på metall, så kallade curse tablets (ungefär "förbannelsestavlor") har återfunnits från den Heliga Källan. De här meddelandena var skrivna på latin och förbannade ofta de personer som avsändaren kände sig förorättad av. Om en invånare till exempel hade fått sina kläder stulna på ett bad kunde han skriva en förbannelse som nämnde de misstänkta på en tavla som lästes av gudinnan Sulis Minerva.
Templet byggdes omkring 60–70 e.Kr. och badkomplexet byggdes upp i etapper under de följande 300 åren. Under den romerska ockupationen av Storbritannien och möjligen på begäran av kejsar Claudius, drev ingenjörer ner ekpålar i marken. Detta gav en stabil struktur åt templet. De omgav även källan med en oregelbunden stenkammare som var kantad av bly. Under 000-talet e.Kr. kringgärdades källan av ett träbygge i tunnvalvsform  som innehöll de varma och kalla baden. Staden fick försvarsmurar, förmodligen under 100-talet e.Kr.  Efter den romerska reträtten under det första årtiondet av 300-talet e.Kr. förföll baden och försvann slutligen då de slammade igen. Den anglosaxiska krönikan hävdar däremot att de ursprungliga romerska baden förstördes under 400-talet.

### Saxarna

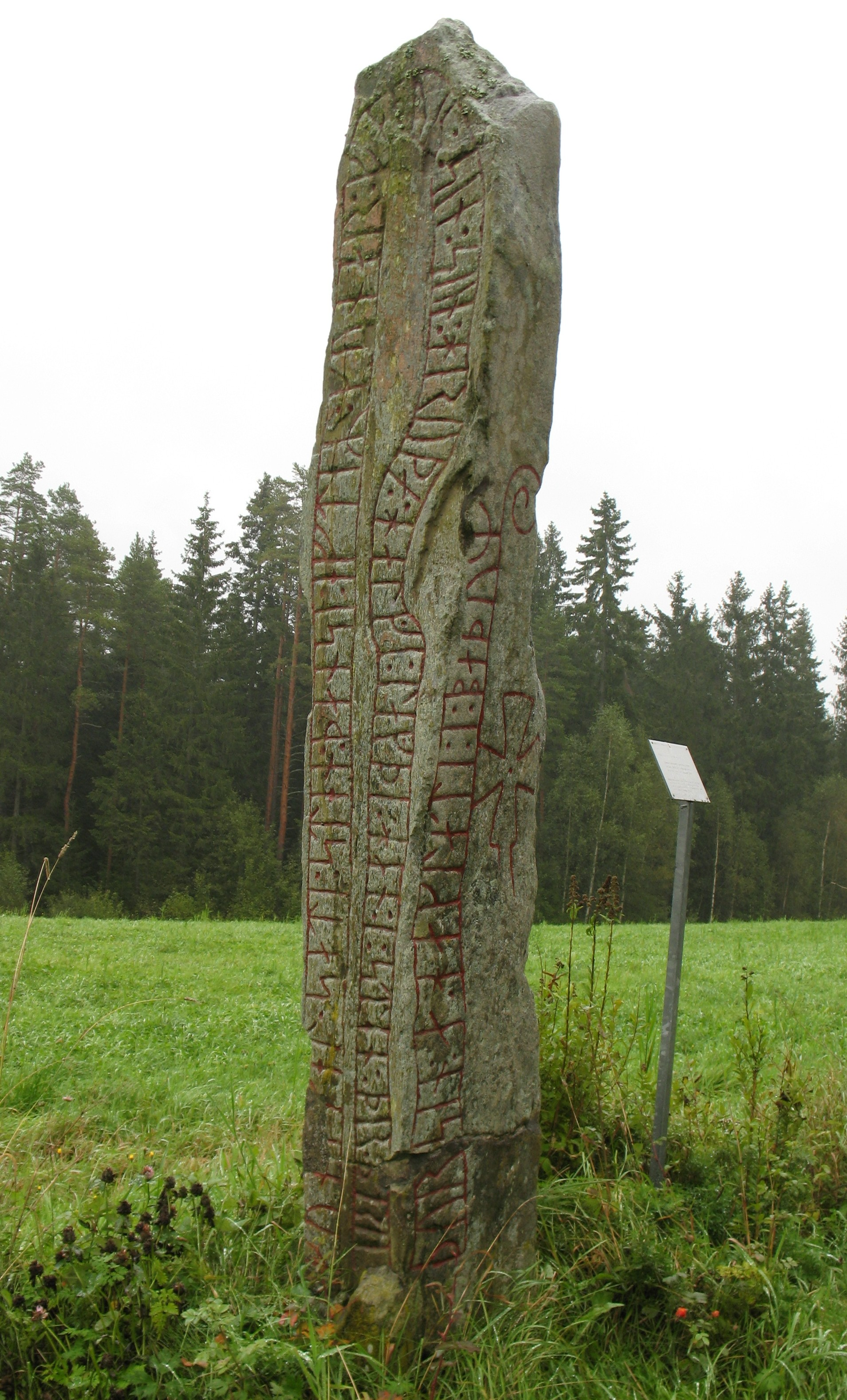
Nävelsjöstenen som berättar om vikingen Gunnar som dog i Bath.

Bath kan ha varit platsen för slaget om Mons Badonicus (cirka 500 e.Kr.) där Kung Artur sägs ha besegrat saxarna men detta är omtvistat. Den anglosaxiska krönikan nämner att Bath kom att tillhöra västsaxerna år 577 efter slaget vid Deorham. Anglosaxarna kallade staden Baðum, Baðan eller Baðon vilket betyder "vid baden", vilket är ursprunget till stadens nuvarande namn. År 675 byggde kungen av Hwicce, Osric, upp ett klosteraktigt hus vid Bath och använde förmodligen muren som skydd. Kung Offa av Mercia tog kontroll över detta kloster år 781 och byggde om kyrkan som blev tillägnad Petrus. Under 700-talet hade det romerska gatumönstret försvunnit och Bath hade blivit en kunglig tillhörighet då kung Alfred förändrade staden på nytt vilket bland annat innebar att dess sydöstra del blev en del av klostret.

### Normandiska eran, medeltid och tudorepoken
Bath nämndes i Domedagsboken (Domesday Book) år 1086, och kallades då Bada/Bade. Kung Vilhelm II förlänade staden till den kungliga läkaren Jean av Tours som kom att bli biskop av Wells och abbot av Bath 1088. Nya bad byggdes senare runt de tre källorna.
På 1400-talet hade Baths klosterkyrka förfallit och behövde repareras. Biskopen av Bath och Wells, Oliver King, beslutade år 1500 att kyrkan skulle byggas om. Den nya kyrkan stod färdig endast ett par år innan priorsklostret upplöstes år 1539 av Henrik VIII. Klosterkyrkan förföll innan den blev upprustad och utsedd till stadens huvudsakliga kyrka under den Elisabetanska eran. Bath tilldelades stadsrättigheter år 1590 av drottning Elisabet I.

### 1600- och 1700-tal
Under det engelska inbördeskriget utkämpades slaget vid Lansdowne i de norra delarna av staden den 5 juli 1643. Thomas Guidott var en kemi- och medicinstudent som efter sin utbildning flyttade till Bath 1668 och öppnade en klinik. Han blev intresserad av vattnets läkande egenskaper och 1676 skrev han A discourse of Bathe, and the hot waters there. Also, Some Enquiries into the Nature of the water. Detta gjorde att vattnets läkande egenskaper fick uppmärksamhet i landet och snart började adeln bege sig till Bath för att ta del av dem. Flera delar av staden utvecklades under Stuart-perioden och utvecklingen ökade även under den georgianska eran till följd av att fler och fler människor kom till spa- och semesterorten och dessa människor behövde någonstans att tillbringa nätterna. Arkitekterna John Wood den äldre och hans son John Wood den yngre anlade de nya kvarteren med gator och torg och identiska fasader som gav ett intryck av en palatsliknande skala och ett klassiskt dekorum. Stora delar av den guldiga bathstenen som användes till byggen runt om i staden hämtades från kalkstensgruvorna Combe Down och Bathampton Down. Dessa gruvor ägdes av Ralph Allen (1694–1764). För att marknadsföra kalkstenens kvalitet gav Allen John Wood uppdraget att bygga ett hus av kalksten på landsbygden mellan staden och gruvorna. Han förbättrade och expanderade också västra Englands postväsen som han hade avtal med under närmare 40 år. Allen valdes till borgmästare 1742.

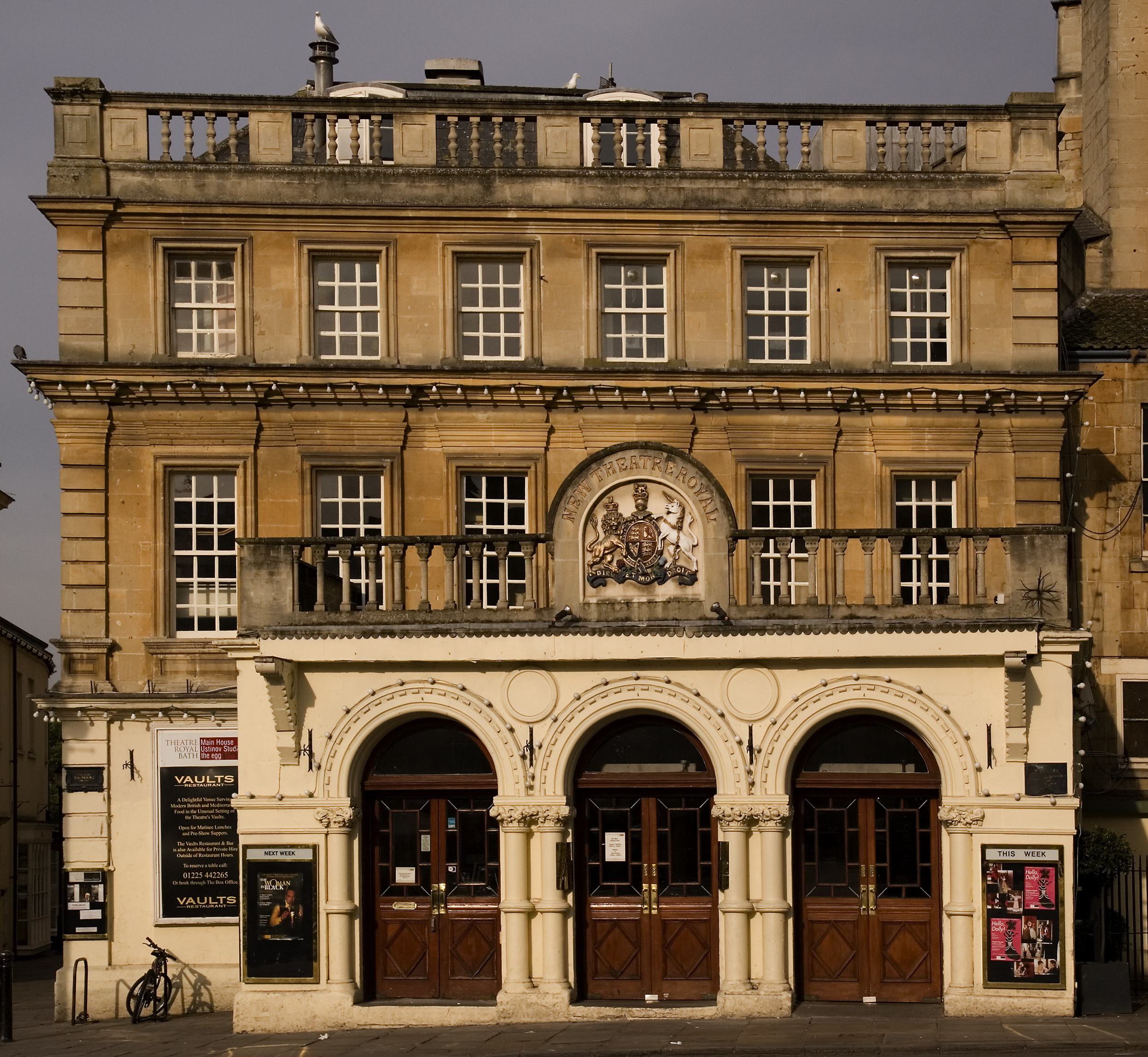
Theatre Royal i Bath.

Under det tidiga 1700-talet fick Bath sin första teater, Theatre Royal. Beau Nash, som styrde över stadens sociala liv från 1705 till hans död 1761, etablerade ett slags regelverk för uppförande av allmänna tillställningar.

### 1800-talet och nyare tid
År 1801 uppgick stadens befolkning till 40 020, vilket gjorde den till en av Storbritanniens största städer. William Beckford köpte ett hus i Lansdown Crescent 1822 och så småningom köpte han ytterligare två hus på orten för att skapa sitt residens. Efter att ha köpt all mark mellan sitt hem och toppen av Lansdown-kullen skapade han en trädgård som sträckte sig uppemot en kilometer. På toppen av kullen lät han uppföra en byggnad som kallas Beckford's Tower.
Haile Selassie av Etiopien tillbringade sin fyra år långa exil (1936–1940) i Fairfield House i Bath. Under andra världskriget, närmare bestämt mellan kvällen 25 april och tidig morgon den 27 april 1942, fick Bath utstå tre luftattacker som hämnd för RAF:s attacker mot de tyska städerna Lübeck och Rostock. Denna bombning var en del av Luftwaffes operation som kallades Baedeker Blitz. Över 400 personer dödades och fler än 19 000 byggnader blev skadade eller förstörda. Hus i stadsdelarna Royal Crescent, Circus och Paragon brann ned och så även den södra sidan av Queen Square.

## Styre
Bath har varit en del av grevskapet Somerset, men 1889 blev staden självständig. Bath blev en del av grevskapet Avon när det grundades 1974. Efter upplösningen 1996 har Bath blivit Bath and North East Somersets huvudort. Bath är dock fortfarande en del av grevskapet Somerset. Stadens ceremoniella funktioner, inklusive borgmästerskapet, kan spåras tillbaka till år 1230.
Charter Trustees of the City of Bath kontrollerar stadens stadsvapen. Det innefattar två silverremsor som representerar floden Avon och de heta källorna. Paulus svärd har ett samband med Baths klosterkyrka. Lejonet och björnen står på en bädd av ekollon som i sin tur har ett samband med Bladud. Riddarhjälmen symboliserar att det är en kommun och kronan är Kung Edgars.
Före reformen år 1832 valde Bath två representanter till det oreformerade underhuset. Bath har nu en enda parlamentarisk valkrets med liberaldemokraten Wera Hobhouse som parlamentsledamot. Hon valdes in vid valet 2017.
De femton valdistrikten inom Bath i regionen Bath and North East Somerset är: Bathwick, Combe Down, Kingsmead, Lambridge, Lansdown, Moorlands, Newbridge, Odd Down, Oldfield Park, Southdown, Twerton, Walcot, Westmoreland, Weston samt Widcombe & Lyncombe.

## Geografi
Bath ligger längst ner i Avondalen, nära gränsen till Cotswolds. Kullarna som omger staden på Lansdown-platån är uppemot 238 meter höga. De tar upp 28 km². Dessa har gett Bath sina branta gator. Floden Avon bestod en gång i tiden av sammanflätade bäckar som bröts upp av träsk och dammar, men har senare sammanfogats till en enda flod. Tillfälliga översvämningar, som påverkat livslängden för många byggnader i de låga delarna av staden, var vanliga fram till 1970-talet. Vattnet som bubblar upp från marken som heta källor föll som regn på Mendip Hills. Det tränger igenom kalkstensreservoarerna till ett djup på 2 700–4 300 meter, där geotermisk energi höjer vattentemperaturen till 64–96 °C. År 1983 borrades ett nytt vattenhål till spaet, som gav en ren och säker vattenkälla för dricksvatten. Källorna i Bath kan anses vara de enda heta källorna i Storbritannien. Tre av dessa ger vatten till termiska baden.

### Klimat
Liksom resten av sydvästra England har Bath ett tempererat klimat som är både regnigare och mildare än övriga England. Den årliga medeltemperaturen är ungefär 10 °C. Januari är den kallaste månaden med maxtemperaturer runt 1–2 °C. Juli och augusti är de varmaste månaderna i regionen med maxtemperaturer runt 21 °C. Konvektiva moln formar sig ofta över inlandet, ofta över kullar. De minskar soltimmarna. Staden brukar årligen ha runt 1400–1600 timmar med solsken.
Nederbörden brukar ha samband med de atlantiska lågtrycken eller med konvektion. De atlantiska lågtrycken är mer livliga under hösten och vintern och det mesta regnet som faller i sydväst under denna period är från dessa lågtryck. Medelnederbörden per år är mellan 787 och 889 mm. November–mars har de högsta medelvindstyrkorna medan juni–augusti har de lägsta. Den huvudsakliga vindriktningen är sydväst.

## Demografi
Tätorten (built-up area) Bath hade en befolkning på 94 782 invånare vid folkräkningen 2011, på en yta av 24,24 km². Enligt samma folkräkning hade distriktet Bath and North East Somerset en befolkning på 176 016 invånare. Tätortens medelålder var 38,9 år (jämfört med 39,3 i England). Bath är till övervägande del befolkat av personer med vit etnisk bakgrund (92,0 procent) – högre än genomsnittet i England som är 85,4 procent. Övriga etniska grupper (efter storlek i procent) är blandade etniska grupper 2,3 procent, asiater 4,0 och svarta 1,2 procent. Medeltalet i England är 2,3 procent, 7,8 procent respektive 3,5 procent.
Av stadens invånare bekänner sig 54,9 procent som troende. Av dessa identifierar sig 94,2 procent som kristna. Ingen annan religion når mer än 2 procent.

## Kultur

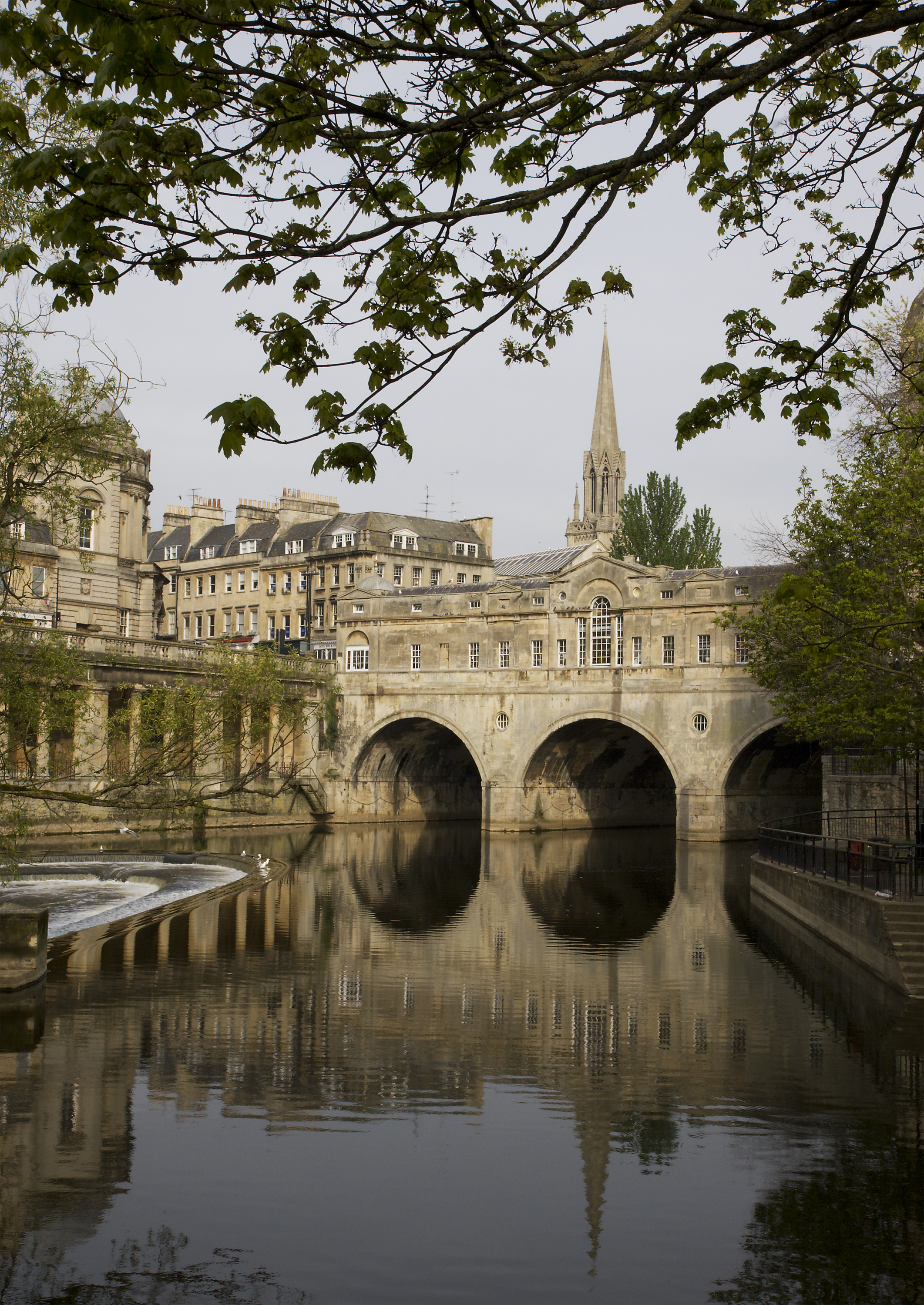
1700-talsbron Pulteney Bridge som ritades av Robert Adam.

Bath blev det viktigaste centrumet för den eleganta livsstilen i England under 1700-talet. Det var under denna tid som Baths Theatre Royal byggdes, såväl som arkitektoniska utvecklingar så som Lansdown Crescent, Royal Crescent, The Circus och Pulteney Bridge.
Idag har Bath fem teatrar – Theatre Royal, Ustinov Studio, the egg, Rondo Theatre och Mission Theatre – som drar internationellt kända teatergrupper och regissörer. Staden har också en långvarig musikaltradition; Baths klosterkyrka har en Klaisorgel och är den största konsertsalen i staden med omkring 20 konserter och 26 orgelspelningar varje år. Victoria Art Gallery, Museet för östasiatisk konst och Holburnes konstmuseum, och ett flertal konstgallerier och antikvitetsaffärer. Det finns även många museer, däribland Postmuseet och Modemuseet, Jane Austen-centret, Herschel-museet och framförallt de romerska baden. Baths kungliga institution för litteratur och vetenskap, som numera ligger på Queen Square, byggdes 1824 och har ett väl tilltaget och populärt program av samtal och diskussioner.

### Bath i konsten och litteraturen
Änkan från Bath är en av huvudpersonerna i Geoffrey Chaucers berömda versberättelse Canterburysägner.
Under 1700-talet bodde och verkade Thomas Gainsborough och Thomas Lawrence i Bath. William Friese-Greene började experimentera med celluloid och spelfilmer i sin studio under 1870-talet där han utvecklade några av de första teknologierna för filmkameror. Han kallas kinematografins uppfinnare.
Jane Austen levde i staden från 1801 med sin far, mor och syster Cassandra. Familjen bodde på fyra olika adresser i staden fram till 1806.
| ”                                                              | Imorgon är det två år sedan vi lämnade Bath för att flytta till Clifton, med de härliga känslorna av flykt. | „ |
| – Jane Austen, ungefärlig översättning från ett engelskt citat | |   |

Trots dessa känslor har staden hedrat henne med Jane Austen-centret och en stadspromenad uppkallad efter henne. Hennes senare verk Northanger Abbey och Övertalning utspelar sig till stor del i staden och berättar om stadens vatten, uteliv och musik. Moyra Caldecotts roman The Waters of Sul utspelar sig i de romerska baden år 72 e.Kr. Richard Brinsley Sheridans pjäs Rivalerna utspelar sig i staden, såväl som Roald Dahls korta berättelse Hyresvärdinnan.
Många filmer och tv-program har spelats in i Bath, bland annat The Duchess, The Elusive Pimpernel och Blixten från Titfield.
I augusti 2003 sjöng de tre tenorerna på en särskild konsert för att fira invigningen av ett nytt spa i Bath, men förseningar med bygget gjorde att spaet inte öppnade förrän den 7 augusti 2006, tre år senare.

### Parker

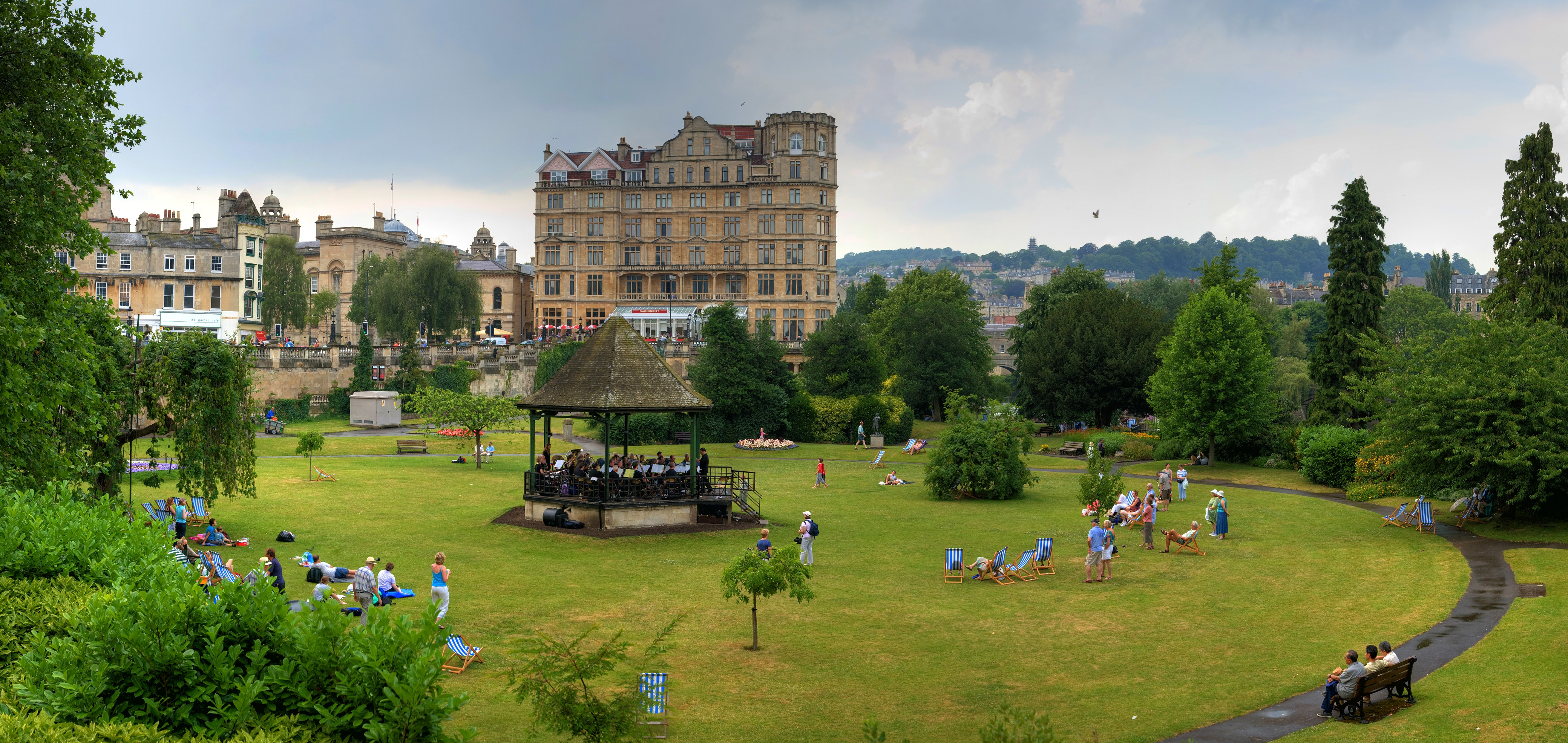
Parade Gardens i juli efter en regnskur.

Staden har flera allmänna parker och den främsta är Royal Victoria Park som ligger en kort bit från stadens centrum. Den invigdes 1830 av prinsessan Viktoria, som då var 11 år gammal. Det var den första parken som uppkallades efter henne. Parken vetter mot Royal Crescent och består av 23 hektar och där finns många olika sevärdheter. Dessa innefattar en skateboardramp, tennisbanor, bowls, en putting-green och en 12- och 18-håls golfbana, en damm, utomhuskonserter och en populär lekplats för barn. En stor del av dess yta består av gräsmatta. Den har fått utmärkelsen Gröna flaggan som delas ut av English Heritage. Den botaniska trädgården, som öppnades 1887 och upptar 4 hektar, innehåller en av de finaste samlingarna av plantor på kalksten i hela regionen West Country. År 1987 blev parken större när det nedlagda stenbrottet Great Dell blev en del av parken.
Andra parker i Bath är:
- Alexandraparken
- Parade Gardens
- Sydney Gardens
- Henriettaparken
- Hedgemeadparken
- Aliceparken

Om Sydney Gardens skrev Jane Austen:
| ”                                                           | Det skulle vara trevligt att vara i närheten av Sydney Gardens. Vi skulle kunna gå i labyrinten varje dag | „ |
| – Jane Austen, ungefärlig översättning av citat på engelska | |   |

Alexandra-, Alice- och Henriettaparkerna byggdes mellan bostäderna i den växande staden. Det finns även Linear Park som går längs med den gamla Somerset- och Dorset-järnvägen.

## Industri
Idag har Baths tillverkningssektor blivit rejält förminskad, men den har framstående mjukvaru-, förlags- och serviceinriktade industrier förutom turismen. Viktiga ekonomiska sektorer inom Bath inkluderar utbildning och hälsa (30 000 jobb), försäljning, turism/fritid (14 000) och företagsindustrier (10 000 jobb). Dess huvudsakliga arbetsgivare är NHS, de två universiteten, Bath and North East Somerset Council och försvarsministeriet. Dock har några försvarsministeriumskontor i Bath flyttat till Bristol. Staden har över 400 butiker, varav hälften drivs av självständiga handlare. Runt 100 restauranger och kaféer i Bath tjänar sina pengar främst på stadens viktiga turism.

## Turism
Baths allra främst industri är turismen med mer än en miljon övernattande gäster och 3,8 miljoner gäster som stannar över dagen per år. Besökarna kommer oftast för att uppleva kulturen och de historiska objekten. Alla större delar av Englands historia är representerade i staden. Turismens omfattning kan ses i antalet övernattningsmöjligheter – över 80 hotell och över 180 "bed and breakfasts". Det finns även två campingplatser som ligger i den västra utkanten av staden. Två av hotellen är "fem-stjärniga". Bath har också omkring 100 restauranger och ungefär samma antal pubar och barer. Ett flertal företag erbjuder bussturer runt staden, såväl som guidade turer till fots och på floden. I samband med att det nya Thermae-badet öppnades 2006 har staden försökt att återta sin position som den enda staden i Storbritannien som kan erbjuda besökare bad i naturligt varma källvatten. I Bath finns också en välbesökt galoppbana.

### Vänorter
Bath har fyra vänorter:
- Aix-en-Provence, Frankrike
- Alkmaar, Nederländerna
- Braunschweig, Tyskland
- Kaposvár, Ungern

Bath har även partneravtal med Beppu i Japan och är systerstad med Manly i New South Wales i Australien.

## Transport
Bath ligger ungefär 18 kilometer sydost om den större hamnstaden Bristol som är "sammankopplad" med Bath genom vägen A4. National Express bedriver busstrafik från staden till flera städer. Inom staden finns det ett nätverk av busslinjer som körs av First Group. Bath har en järnvägsstation på Great Western Main Line med frekvent trafik till bland annat London (ungefär två tåg per timme, restid mellan 1,5 - 2 timmar). Det finns även ett dagligt direkttåg från Bath till Edinburgh (restid cirka 7 timmar).
Staden är förenad med Bristol och havet med floden Avon, som kan trafikeras via slussar av mindre fartyg. Floden var tidigare sammanbunden med Themsen, men den vattenvägen har varit stängd sedan länge. Även om Bath inte har någon flygplats ligger staden 29 kilometer från Bristol Airport som kan nås via järnväg eller motorfordon.

## Arkitektur
I de centrala delarna av staden finns många arkeologiska lokaler från romartiden, men många av dem ligger ungefär 4,6 meter under stadens nuvarande gatunivå. Omkring de heta källorna kan de romerska fundamenten, pelarna och baden fortfarande beskådas, men alla byggen av sten ovanför badens nivåer är från senare tidsperioder.
Baths klosterkyrka var en normandisk kyrka som byggdes på tidigare fundament. Den nuvarande kyrkan började byggas på 1500-talet och har en perpendikulärstil med flygande strävbågar och fialer med avsatser som dekorerar en krenelerad parapet. Tvärskeppet har ett solfjädervalv skapat av Robert och William Vertue. Mittskeppet fick ett passande valv under 1800-talet. Hela byggnaden lyses upp av 52 fönster. De flesta av stadens byggnader är av den guldiga och lokalt producerade så kallade bathstenen. Många av dessa byggnader härstammar från 1700- och 1800-talet. Den huvudsakliga stilen inom Baths arkitektur är georgiansk, som utvecklades från palladianismen som blev populär under det tidiga 1700-talet. Den ursprungliga tanken bakom mycket av Baths arkitektur är gömd av de honungsfärgade, klassiska fasaderna; i en era innan uppkomsten av lyxhotellen användes (och byggdes) de här eleganta residensen ofta för att vara en plats för övernattning. Man kunde hyra ett rum, en våning, eller ett helt hus under sin vistelse och även bli betjänad av husets tjänstefolk.
The Circus består av tre långa och svängda husrader som ritades av John Wood den äldre i en cirkulär form som var menat för kommunala sammankomster och evenemang. I likhet med Colosseum har de tre fasaderna olika typer av arkitektur på varje våning, dorisk på bottenvåningen, sedan jonisk på huvudvåningen och som avslutning korintisk på ovanvåningen. Wood fick aldrig uppleva sitt unika exempel på stadsplanering stå färdigt eftersom han avled fem dagar efter att personligen ha lagt grunden till byggnaden den 18 maj 1754.

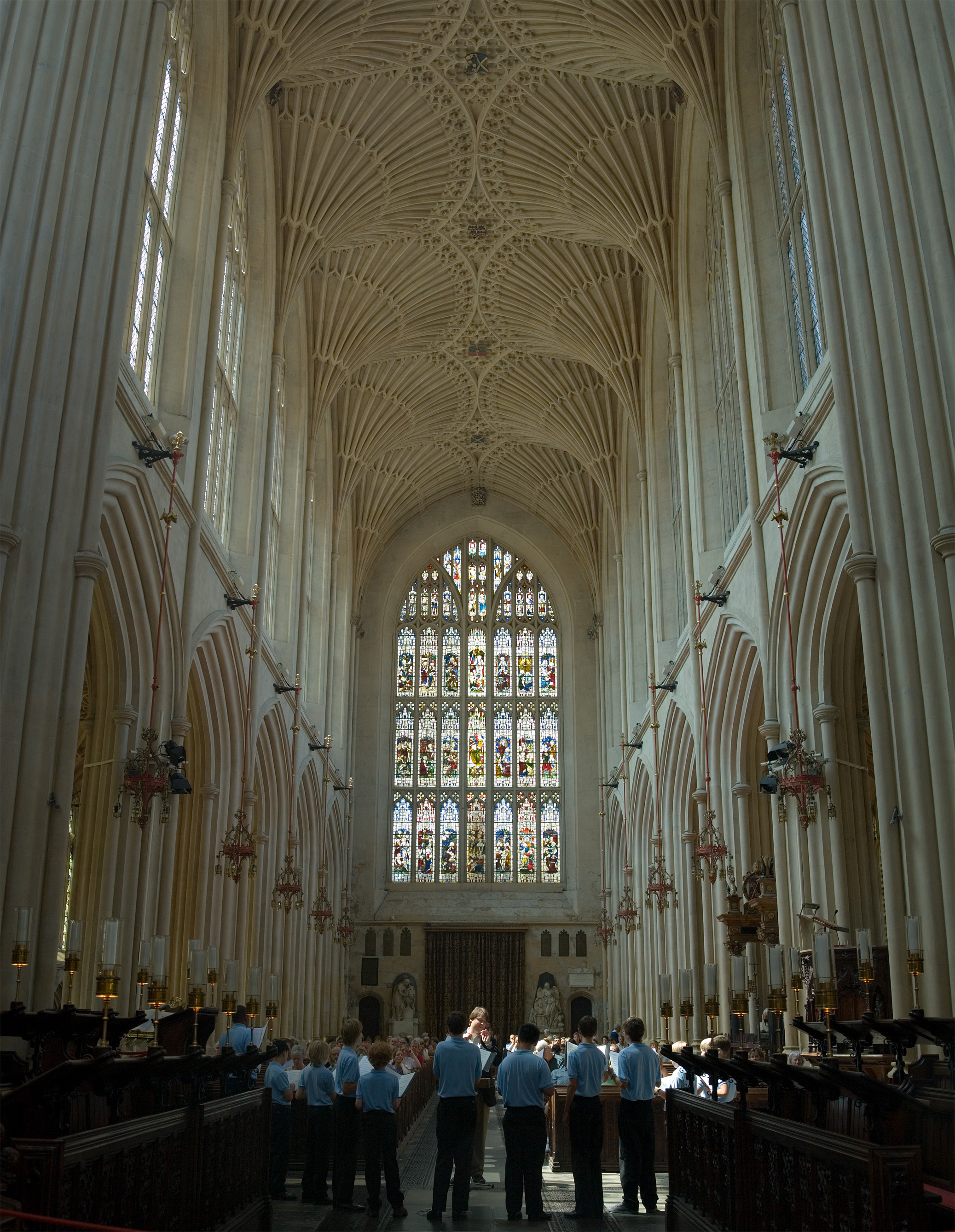
Insidan av Baths klosterkyrka.

Den mest kända husraden i Bath är Royal Crescent som byggdes mellan 1767 och 1774, och som ritades av John Wood den yngre. Men allt är inte vad det verkar som; Wood ritade den stora svängda fasaden av vad som ser ut att vara omkring 30 hus med joniska kolonner, och det var också allt han gjorde. Varje köpare köpte en bestämd längd av fasaden och anlitade sedan en egen arkitekt för att bygga ett hus enligt deras krav. Det som ser ut som två hus i Royal Crescent är ofta faktiskt bara ett. Baksidan av byggnaden avviker från den övriga stadsplaneringen. Framsidan är helt enhetlig och symmetrisk medan baksidan har en blandning av olika takhöjder och fönstergruppering.
Omkring år 1770 designade den nyklassicistiska arkitekten Robert Adam Pulteneybron. Denna design liknade den som Rialtobron i Venedig hade. Pulteneybron blev inte bara ett sätt att ta sig över floden, utan även en marknadsplats. Dessa två broarna är några av väldigt få kvarlevande broar i Europa som har dessa två ändamålen. Sedan Pulteneybron byggdes har den genomgått omfattande ombyggnationer. Den döptes efter Frances och William Pulteney som ägde Bathwick-fastigheten till vilken bron blev en länk till resten av Bath.
Hjärtat av den georgianska staden var det så kallade "pumprummet" (Pump Room). Pumprummet och de så kallade "Lower Assembly Rooms" designades av den lokala byggaren Thomas Baldwin, som även skapade många andra byggnader i staden, däribland radhusen på Argyle Street. Baldwin blev snabbt populär och spelade en ledande roll i stadens arkitektoniska historia. Great Pulteney Street, där han senare bodde, är ett annat av hans många verk. Denna breda esplanaden byggdes 1789 och är över 305 meter lång och 30 meter bred. På bägge sidor av esplanaden finns det georgianska radhus.
Under 1960- och 1970-talen blev några av Baths stadsdelar ombyggda på ett frånstötande vis. Detta ledde till att vissa 1700- och 1800-talsbyggnader gick förlorade. Denna process blev till stor del stoppad av en populär kampanj med stöd från Adam Fergussons The Sack of Bath.

## Utbildning
Bath har två universitet. Universitetet i Bath inrättades 1966 och har blivit ett av Storbritanniens ledande universitet. Det är känt inom akademiska kretsar för dess naturkunskap-, matematik-, arkitektur-, ledarskaps- och teknologiutbildningar. Bath Spa-universitetet fick rätt att utfärda examina som högskola (university college) 1992. Senare, 2005 närmare bestämt, fick det universitetsstatus. På Bath spa-universitetet undervisar man i konst/design, utbildning, engelska och kreativa studier, historiska och kulturella studier, musik och framträdande och SO-ämnen.
Staden har ännu ett college för vidareutbildning, City of Bath College och flera statliga, privata och allmänna skolor. 2006 fick 45,8 procent av Englands elever 5 betyg mellan A och C, där matte och engelska var två obligatoriska. Andelen för Bath and North East Somersets elever är 52 procent. Skolan för elever med särskilda behov heter Three Ways School.
| Skola                                | Typ                | % av eleverna som når nivå 2 (fem eller fler bra GCSE (länk till engelskspråkiga Wikipedia) eller liknande) | Webbplats                            |
| Statliga gymnasium                   | Statliga gymnasium | Statliga gymnasium                                                                                          | Statliga gymnasium                   |
| ------------------------------------ | ------------------ | --- | ------------------------------------ |
| Beechen Cliff School                 | endast pojkar      | 79 | Beechen Cliff School                 |
| Culverhay School                     | endast pojkar      | 54 | Culverhay School                     |
| Hayesfield School Technology College | endast flickor     | 60 | Hayesfield School Technology College |
| Oldfield School                      | endast flickor     | 74 | Oldfield School                      |
| Ralph Allen School                   | flickor och pojkar | 58 | Ralph Allen School                   |
| St Gregory’s Catholic College        | flickor och pojkar | 74 | St Gregory’s Catholic College        |
| St Mark’s CofE School                | flickor och pojkar | 29 | St Mark’s CofE School                |
| Friskolor                            |                    | |                                      |
| King Edward’s School                 | flickor och pojkar | 89 | King Edward’s School                 |
| Kingswood School                     | flickor och pojkar | 96 | Kingswood School                     |
| Prior Park College                   | flickor och pojkar | 95 | Prior Park College                   |
| Royal High School                    | endast flickor     | 100 | Royal High School                    |
| Monkton Combe School                 | flickor och pojkar | 97 | Monkton Combe School                 |

## Media
Bath har två huvudsakliga lokala tidningar, Bath Chronicle och Bath Times. Bath Chronicle har publicerats sedan 1760 och gavs ut varje dag fram till mitten av september 2007 då det ändrades till en gång per vecka. Bath Times är en gratis tidning som också den utkommer en gång per vecka. Den innehåller mer reklam än Bath Chronicle, delvis beroende på att den är gratis. Båda dessa tidningar ägs av företaget Northcliffe Media.
BBC:s webbplats Where I Live (svenska: Där jag bor) som handlar om Somerset har bevakat nyheter och evenemang från Bath sedan 2003.